# Mathis Künzler
Mathis Künzler (* 13. Juni 1978 in Basel) ist ein Schweizer Schauspieler. 

## Leben und Wirken
Mathis Künzler wuchs in Münchenstein auf und spielte bereits als Kind im Kindertheater Basel. Nach der Sekundarschule absolvierte er in Muttenz eine Lehre zum Metallbauschlosser (1995–1999). Nach seiner Mitwirkung in diversen Stücken wie zum Beispiel 1999 Brambilla im Theater ROXY in Birsfelden und 2000 Die Schaukel von Edna Mazya im Jungen Theater Basel, studierte er an der Zürcher Hochschule der Künste den Studiengang Schauspiel (Diplom 2005). Während des Studiums und danach wirkte er in diversen Kurzfilmen und Theaterstücken mit.
Nach dem Abschluss an der ZHdK übernahm Künzler seine erste TV-Hauptrolle in der Sat.1-Telenovela Verliebt in Berlin (2004–2006). Nach diesem TV-Engagement kehrte er auf die Theaterbühne zurück. Er spielte Anfang 2007 die Rollen Balzi und Wassilissa im Theaterstück Quatemberkinder in einer Bühnenfassung von Jonas Knecht und Anja Horst.
Im März 2007 folgte Dinosaurs forever!, eine Produktion von „gerber und luz theaterproduktionen“. Das Stück wurde von Markus Gerber und Thom Luz entwickelt, Regie führte Heike Marianne Götze. Uraufgeführt wurde Dinosaurs forever! im Fabriktheater Rote Fabrik Zürich. Die Produktion wurde zum Zürcher Theater Spektakel 2007 eingeladen. Mit der Rolle des Kriminaltechnikers und Terrorismusexperten Marcus Heuser in der Sat.1 Serie R. I. S. – Die Sprache der Toten übernahm Künzler seine zweite Fernsehrolle. Weitere Theater- und Filmrollen folgten; der Schweizer Kinostart des Spielfilms Räuberinnen unter der Regie von Carla Lia Monti erfolgt am 4. Juni 2009.
An die Fernsehbildschirme kehrt Künzler ab Juli 2009 mit der wöchentlichen ARD-Produktion Geld.Macht.Liebe zurück. 
Er lebt als freischaffender Theater-, Film- und Fernsehschauspieler in Berlin.

## Filmografie

### Fernsehserien
- 2005–2006: Verliebt in Berlin
- 2007–2008: R. I. S. – Die Sprache der Toten
- 2009: Geld.Macht.Liebe

### Filme
- 2002: Homeland (Kurzfilm), HGKZ Zürich, Regie: Simon Jaquemet
- 2002: S' Nöchschtmol (Kurzfilm), HGKZ Zürich, Buch, Regie: Lawrence Grimm
- 2003: The Essence of Rudy (Werbespot), Solid & Hallerfilm Zürich
- 2004: Aprex Soleil (Kurzfilm), voltafilm, Buch und Regie: Mathis Künzler, Steve Walker, Regie: Steve Walker
- 2004: Snow White (Spielfilm), Dschoint Ventschr Filmproduktion, Regie: Samir
- 2005: Fredo- der Held (Kurzfilm), PanEuropeanPictures, Buch und Regie: Cecilia Malmström
- 2006: Verliebt in Berlin – Das Ja-Wort (Spielfilm)
- 2006: Days of Speki (Theatersoap), Zürcher Theater Spektakel, Regie: Deborah Neininger
- 2008: Lena weint nicht (Kurzfilm), delidesen, Regie: Claudia Udenta
- 2008: Räuberinnen (Spielfilm), Dschoint Ventschr Filmproduktion, Regie: Carla Lia Monti
- 2011: Svens Vermächtnis (Spielfilm), Gemeinschaftsproduktion von ZDF und ORF, Regie: Karola Hattop
- 2012: Nachtexpress (Episodenfilm), Visualpark, Regie: Alex Kleinberger
- 2018: Zwingli, C-Films, Regie: Stefan Haupt

## Theater
- 1999: Brambilla, Theater Roxy, Birsfelden
- 2000: Die Schaukel, Junges Theater Basel
- 2004: KommUtopia - Parzivality Show, FAR A DAY CAGE Zürich
- 2004: Die wilden Schwäne, HMT, Theater an der Sihl Zürich
- 2004: Frühlingserwachen, HMT, Theater an der Sihl Zürich
- 2007: Quatemberkinder, theater konstellationen, Grabenhalle St. Gallen, Theater an der Sihl Zürich
- 2007: Dinosaurs forever!, gerber und luz theaterproduktionen, Fabriktheater Rote Fabrik Zürich
- 2007: Vrenelis Gärtli- Szenische Lesung, theater konstellationen, Sophiensaele Berlin
- 2008: Absolut Züri, Theaterserie, Gastauftritt in Folge 4, Theater am Neumarkt Zürich
- 2009: Vrenelis Gärtli – In einer Theaterfassung von Anita Augustin und Jonas Knecht nach dem Roman von Tim Krohn, theater konstellationen, Theater Chur, Sophiensaele Berlin und Fabriktheater Zürich
- 2009: Die Sage vom Schlachthaus Stier, Schlachthaus Theater Bern
- 2012: Du, Du und Ich, Junges Schauspielhaus Zürich

## Hörbuch
- 2003: Tod einer Ärztin, Schweizer Radio DRS / Sender Freies Berlin, Regie Margret Nonhoff